# Montagsdemonstrationen gegen Sozialabbau ab 2004

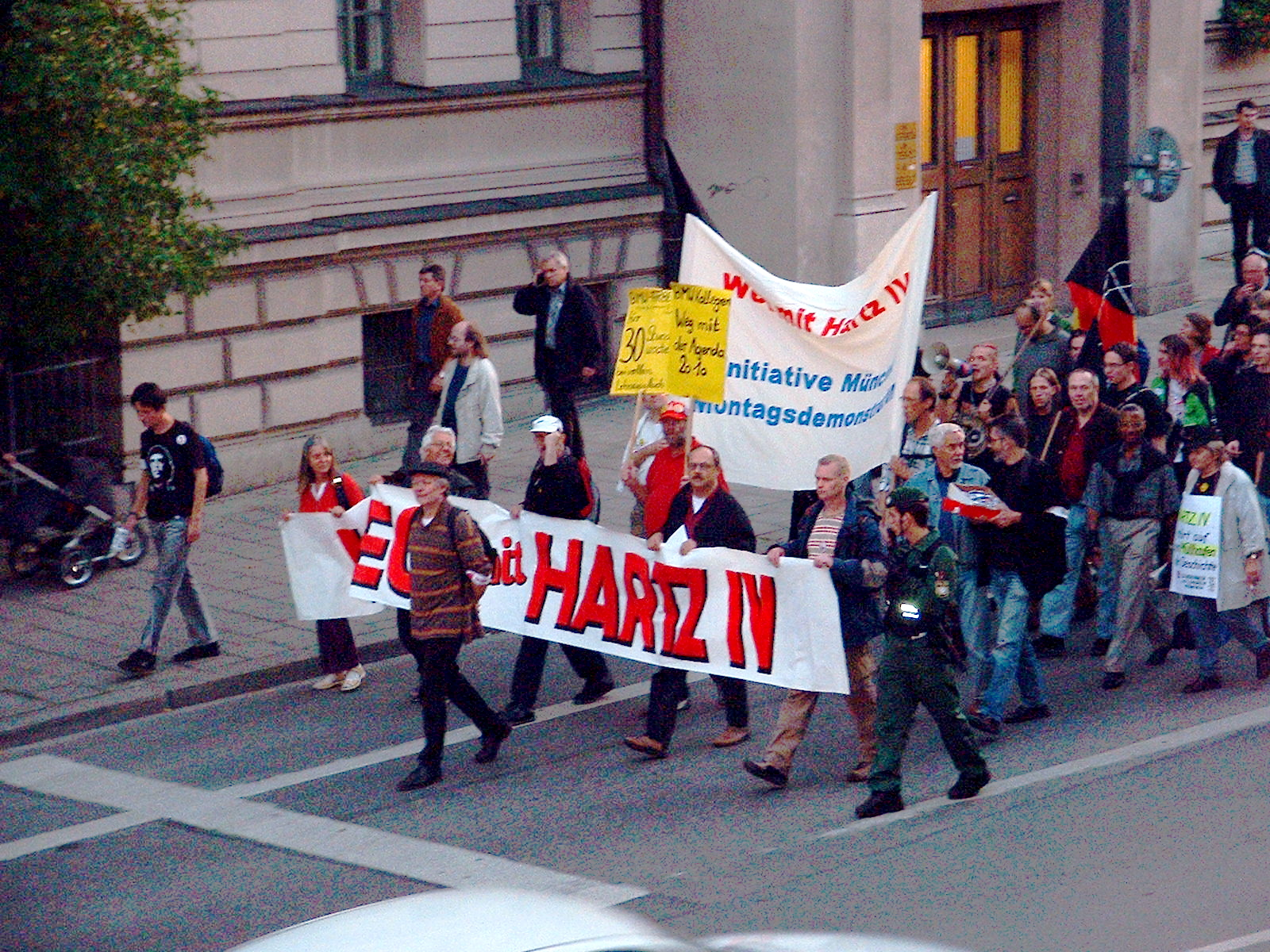
Anti-Hartz-Demonstration

Ab August 2004 fanden in der Bundesrepublik Deutschland als Reaktion auf die durch das Hartz-Konzept bedingten Arbeitsmarktreformen größere Demonstrationen statt, die von den Demonstranten und den Massenmedien als Hartz-IV-Demonstration oder als „Montagsdemonstration“ bezeichnet wurden.

## Vorgeschichte
Als Ausgangspunkt für den tiefgreifenden Umbau des Sozialstaates („Sozialabbau“), gegen den sich die Proteste 2004 richteten, wird die Regierungserklärung des Bundeskanzlers Gerhard Schröder am 14. März 2003 angesehen, in der er unter dem Namen Agenda 2010 als Programm ankündigte: „Wir werden Leistungen des Staates kürzen, Eigenverantwortung fördern und mehr Eigenleistung von jedem Einzelnen abfordern müssen.“ Gegen diese Politik wandten sich nach verschiedenen kleineren Protesten etwa 100.000 Teilnehmer einer gewerkschaftsgestützten, zentralen Demonstration am 1. November 2003 in Berlin.

## Begriffskritik
Die Verwendung des Begriffes „Montagsdemonstration“ war umstritten. Einige DDR-Bürgerrechtler kritisierten die Herstellung einer Analogie zur friedlichen Revolution von 1989. Die Montagsdemonstrationen 1989 hätten der Überwindung einer totalitären Diktatur gedient. Vera Lengsfeld sagte beispielsweise: „Es ging um Freiheit!“ Wolf Biermann verwendete den Begriff „Etikettenschwindel“. Besonders scharf wies der damalige Wirtschaftsminister Clement als politisch Verantwortlicher den Begriff zurück. In der Berliner Zeitung nannte Joachim Gauck den Begriff „töricht und geschichtsvergessen“. Er führte jedoch aus, dass es positiv sei, „wenn die Menschen demonstrieren“: wer meine, „gute Gründe für Demos zu haben, braucht kein falsches Etikett.“
Dagegen verteidigte der Leipziger Pfarrer Christian Führer die Verwendung des Begriffs: „Es kann nicht nach dem Motto gehen: Wir begrüßen, dass Ihr gegen die Kommunisten auf die Straße gegangen seid, aber jetzt habt Ihr die Klappe zu halten. So geht das echt nicht.“ Aber gerade dann sprach er sich für Hartz IV als „endlich eingeleitete[n] Beginn notwendiger Reformen unseres Sozialstaates“ aus, als am Tage zuvor, am 29. August 2004, die Erklärung von Angehörigen ehemaliger DDR-Oppositionsgruppen gegen Hartz IV mit 60 Unterzeichnern erschienen war: „Wir protestieren gegen Hartz IV. Wir sind einverstanden mit der Wiederbelebung der Montagsdemonstrationen. Es ging und geht um Gerechtigkeit, Selbstbestimmung, Mündigkeit, Menschenwürde und Freiheit …“.

## Verlauf der Demonstrationen
In Leipzig gab es bereits im Herbst 2003 und verstärkt ab dem 29. März 2004 wöchentliche Montagsdemonstrationen. In Magdeburg galt später Andreas Ehrholdt als Initiator, ein arbeitsloser Bürokaufmann, der dort die ersten Montagsdemonstrationen organisierte. 
Auf ihrem Höhepunkt am 30. August 2004 demonstrierten in über 200 Städten mindestens 200.000 Menschen gegen das Hartz-IV-Reformpaket und die damit verbundene Ersetzung der Arbeitslosenhilfe durch das Arbeitslosengeld II unterhalb des bisherigen Niveaus der Sozialhilfe.
Ab Mitte Oktober 2004 brach die Teilnehmerzahl deutlich ein und zahlreiche Gruppierungen zogen sich von den Demonstrationen zurück.
Edmund Stoiber bezeichnete bei einer Rede in Deggendorf die Montagsdemonstranten in Jena und Eisenach als „dumme Kälber, die ihre Metzger selber“ wählten, weil sie Plakate von Oskar Lafontaine gezeigt hätten, der gegen die Einbeziehung der Ostdeutschen in die Rentenversicherung und die sozialen Sicherungssysteme gewesen sei. Lafontaine stufte die Montagsdemos als Beweis dafür ein, dass sich „das Volk die Politik wieder aneignen“ wolle.

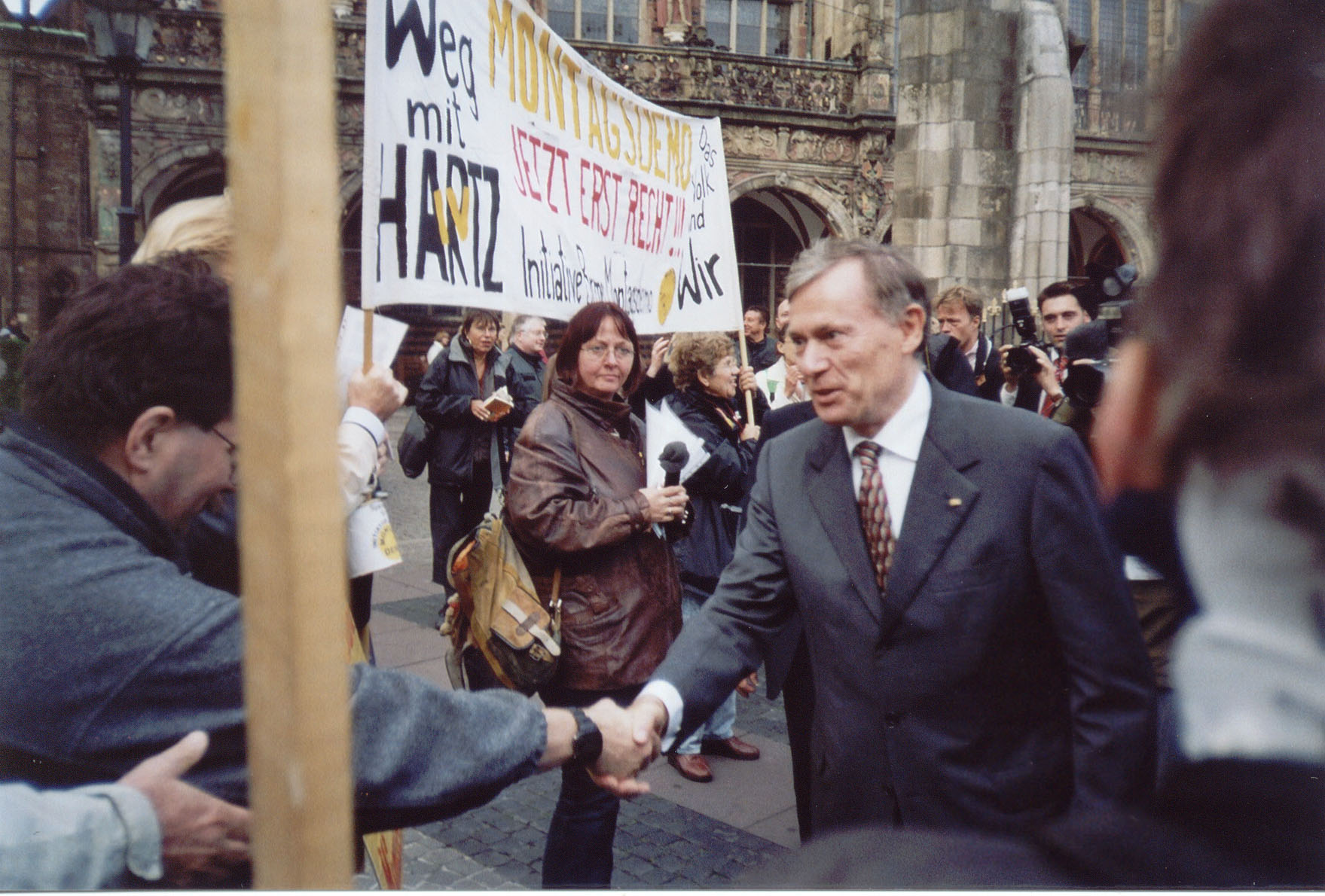
Bundespräsident Köhler begrüßt Bremer Montagsdemonstranten

Bundespräsident Horst Köhler, der Bremen am 10. September 2007 mit einem Gefolge von 180 Diplomaten besuchte, sagte am Offenen Mikrofon: „Wenn wir uns hier treffen, glaube ich, haben Sie das Recht zu demonstrieren. Die Botschafter aus der ganzen Welt sehen, dass Deutschland, in diesem Fall Bremen und Bremerhaven, ebenfalls mit Problemen kämpft. Das ist wichtig, denn aus der Sicht vieler Botschafter aus Afrika geht’s uns in Deutschland riesig gut. Ich möchte ihnen eben dann zeigen: Auch hier wird gekämpft, ist nicht alles rosig. Deshalb müssen wir weiterarbeiten, und deshalb ist es gut, dass wir zur Kenntnis nehmen, was Sie sagen und was Sie beschwert!“
Probst Joachim Hempel, der den Braunschweiger Dom „selbstverständlich“ nach dem Vorbild der Leipziger Montagsdemonstrationen für eine Auftaktandacht zur Verfügung stellte, weil das Thema auch für künftige Generationen wichtig sei, rief zu „mehr Gerechtigkeit“ auf: „Menschen, die mit 1.500 Euro brutto eine Familie ernähren müssen, können nichts für eine private Altersvorsorge tun“. Für den Herbst rief Bromberger zur bundesweiten Sternfahrt nach Berlin auf.

## Teilnahme von Neonazis
In Erfurt war es eine Auflage der Polizei, dass Demonstranten einen öffentlichen Platz mit den Rechtsextremen teilen mussten. Die Demonstration fand dort in Anlehnung an die Erfurter Tradition des Jahres 1989 immer donnerstags statt. Ab etwa November 2004 wurde an Stelle der Demonstration eine Kundgebung auf dem Erfurter Anger durchgeführt. Dabei kam es zu einem Zwischenfall, bei dem der Verdi-Funktionär Angelo Lucifero mit einer Schreckschusspistole in die Luft schoss, nachdem stadtbekannte Neonazi-Kader ihn bedrängten.
In anderen Städten reihten sich Neonazis in die Montagsdemonstrationen ein, was von den Demonstranten nicht immer verhindert wurde. Zu den Ursachen dafür zählten erstens, dass die Organisatoren zu wenige Ordner stellten, um einen Ausschluss der Neonazis durchzusetzen; in Einzelfällen wurden in kleineren Ortschaften Ordner aus dem rechtsextremen Spektrum rekrutiert. Zweitens waren manche der Organisatoren politisch so unerfahren, dass ihnen die Notwendigkeit einer Ausgrenzung von Neonazis nicht klar war: Alle Opfer des Sozialabbaus hätten ein Recht zu protestieren, argumentierten sie. Drittens hätte die Polizei erst dann eine Handhabe besessen, Rechtsextremisten von der Demonstration abzudrängen, wenn es bereits zu strafbaren Handlungen gekommen wäre, beispielsweise dem volksverhetzenden Aufstacheln zum Hass gegen Teile der Bevölkerung.
Für Leipzig und Umgebung bildete sich im Frühjahr 2004 ein „Aktionsbündnis Soziale Gerechtigkeit Leipzig - Nordsachsen“, worin explizit Vertreter von Gewerkschaften und Parteien mitarbeiteten, besonders engagiert beteiligte sich darin Verdi. Für Leipzig wurden im jeweils am Donnerstag sich versammelnden „SozialForum Leipzig“ die Rede-Listen für den folgenden Montag vereinbart, wobei sich auch Vertreterinnen und Vertreter von Organisationen und Einzelpersonen bewerben konnten, indem sie ihr spezifisches thematisches Anliegen kurz skizzierten. So konnten z. B. auch Mitglieder der SPD, eine schwarze Gesangs-Künstlerin aus der „Bürgerbewegung Solidarität (BüSo)“ oder eine Betriebsrätin aus der MLPD sprechen, obwohl das stete Drängen der MLPD nach „Offenen Mikrofonen“ im SozialForum entschieden als versuchte Chaotisierung des Protestes abgelehnt worden war. Da sich Rechtsextreme nie um Redebeiträge beworben hatten, gab es diesbezüglich nichts zu entscheiden. Sie blieben eine tolerierte Erscheinung unter den Demonstrierenden. Die Demonstrationen wurden von den drei gewählten Sprechern des SozialForum beim Ordnungsamt angemeldet und es gab freiwillige Ordner mit Armbinden und Spendensammlungen für die Technik etc. Die Auszählung der Spenden erfolgte von den drei Sprechern des SozialForum, die unterschiedlichen Parteien (WASG, Neues Forum, PDS) angehörten und Mitwirkende hinzuziehen konnten. Die Sprecher moderierten auch die Kundgebung. Mit der Polizei gab es eine schnell bestens eingespielte offene Kommunikation. Auch die rechtsextreme Minderheit unter den Demonstranten verhielt sich friedlich und fiel bestenfalls durch eigene Transparente (mit legalen Inhalten) und durch Gruppenbildung auf. So wurde durch demokratische Regulation weder vermeintliche Überparteilichkeit konfliktscheu vorgetäuscht noch die Dominanz einer Organisation zugelassen.
Von den Gewerkschaftsspitzen wurde die Beteiligung von Rechtsextremisten als Grund dafür genannt, nicht bundesweit zur Teilnahme an Demonstrationen gegen Sozialabbau aufzurufen. Zwar haben deren Veranstalter überwiegend von Anbeginn den Ausschluss von Neonazis gefordert, doch konnten die Grundsätze der Montagsdemonstrationen wegen der Auseinandersetzungen um das Offene Mikrofon und die basisdemokratischen Abstimmungen teilweise erst nach Monaten schriftlich fixiert und beschlossen werden. Einer dieser Grundsätze – neben dem der Überparteilichkeit – lautet: „Wir grenzen uns entschieden von Faschisten ab. Sie haben auf der Montagsdemo nichts zu suchen.“

## Organisation durch die MLPD
Während die Gliederungen der Gewerkschaften anfingen, sich den Montagsdemos anzuschließen, zögerte die DGB-Spitze vor den Wahlen in Nordrhein-Westfalen, Thüringen und Sachsen. Die Bewegung in Ostdeutschland finde aber noch keine Entsprechung in Westdeutschland. Hier seien die Attac-Gruppen gefordert. Der Bewegung abträglich seien Versuche von „politischen Kleinstgruppen“ wie der MLPD, die Montagsdemo unter ihre Kontrolle bringen zu wollen. Das überregionale Koordinationstreffen in Leipzig am 28. August 2004 drohe von der MLPD „unterwandert“ zu werden. Da viele Leute, die die alten Auseinandersetzungen der westdeutschen Linken nicht miterlebt hätten, das „Problem mit der MLPD“ nicht verstünden, solle ein erklärendes Papier vorbereitet und an die Gruppen verschickt werden. Eine bundesweite Struktur zur Koordinierung der Demos werde nicht für notwendig erachtet und sei derzeit unbedingt zu vermeiden, ebenso aber auch eine Schlammschlacht über die Presse. Eine große Demonstration am 3. Oktober 2004, die von der MLPD unter dem „völlig inakzeptablen“ Motto „Marsch auf Berlin“ ins Gespräch gebracht worden sei, finde in Ostdeutschland großen Anklang. Sie laufe aber „Gefahr“, als Endpunkt der Montagsdemos zu wirken und in den Medien mit dem Protesttag am 3. April 2004 verglichen zu werden.
In Bremen trat das „Bündnis gegen Sozialkahlschlag“ im Januar 2005 die Organisation der Montagsdemonstration an eine Gruppe unabhängiger, parteiloser Bürger und Vertreter der MLPD ab. Diese Gruppe hatte auch vorher schon die Vorbereitung bei zusätzlichen Besprechungen durchgeführt. Die Aufrechterhaltung wöchentlicher Montagsdemos wurde laut Trennungsbeschluss von Teilen des Bündnisses nicht mehr für sinnvoll gehalten: Man müsse eine Kampagne zu einem geordneten Ende führen, bevor sie kläglich auseinanderlaufe. Eine weitere Zusammenarbeit mit der MLPD wurde abgelehnt, da sie mangelnde Solidarität mit Bündnispartnern zeige und in der bundesweiten breiten Bewegung gegen Sozialkahlschlag nur die unter ihrem Einfluss stehende Richtung unterstütze. Die Montagsdemo sehe sie nicht als Protestform, sondern als gesonderte Bewegung unter ihrer Führung. Dazu strebe sie deren bundesweite Vernetzung nach ihrem Organisationsschema an. Ihre Bremer Vertreter hätten sich organisatorisch stark beteiligt und seien bemüht gewesen, Richtlinien ihrer Partei „durchzudrücken“. Es genüge aber nicht, sich für die Verabschiedung von Prinzipien einer Bewegung starkzumachen, in denen man sich „entschieden gegen Faschismus“ abgrenzt, denn dies könnten auch rechte Populisten unterschreiben. Forderungen und Parolen wie „Weg mit Hartz IV, das Volk sind wir!“ seien ebenfalls nicht geeignet, sich von ihnen abzugrenzen.
Im Bremer Verfassungsschutzbericht 2004 hieß es über die MLPD: „In Bremen beteiligte sich die Gruppe im Rahmen der 'Montagsdemonstrationen' an den Protesten gegen 'Hartz IV' sowie an einer Diskussionsveranstaltung zum Tarifstreit der IG Metall.“ Im Folgejahr war zu erfahren, außer am Bundestagswahlkampf „beteiligte sich die MLPD im Namen der Initiative 'Bremer Montagsdemonstrationen' erneut an Protesten gegen die 'Hartz IV'-Reform und die 'Agenda 2010' und stellte Aufrufe zur Teilnahme an den Montagsdemonstrationen sowie Redebeiträge auf eine eigene Internetseite. Die Resonanz der 'Montagsdemonstrationen' in der Bevölkerung war im Jahr 2005 im Vergleich zum Vorjahr eher als gering einzustufen.“ Ähnlich wurde auch noch für 2006 berichtet.

## Bundesweite Koordinierung
Am 28. August 2004 fand in Leipzig auf Einladung des dort die Montagsdemo verantwortenden Aktionsbündnisses ein erstes Treffen zur bundesweiten Koordinierung der Anti-Hartz-Bewegung statt, an dem 186 Menschen aus 66 Städten teilnahmen. Sie waren zumeist in den jeweiligen die Montagsdemo verantwortenden Organisationsrahmen als Delegierte gewählt worden. Die Versammlung beschloss mit großer Mehrheit eine bundesweite Vernetzung der Montagsdemonstrationen aufzubauen und einen bundesweiten Sternmarsch nach Berlin am Tag der Deutschen Einheit 2004.
Am 2. Oktober 2004 demonstrierten in Berlin über 50.000 Menschen, am Folgetag auf dem Alexanderplatz etwa 25.000 Teilnehmer.
Am 24. Februar 2007 nahmen 142 Delegierte und 51 Gäste aus 68 Städten an der fünften Bundeskonferenz der Montagsdemonstrationen in Kassel teil und beschlossen, im Herbst erneut eine Protestaktion durchzuführen. Am 13. Oktober 2007 nahmen rund 7000 Menschen an der vierten bundesweiten Demonstration der Montagsdemo-Bewegung in Berlin teil. Sie verlangten unter anderem eine Rücknahme der Hartz-IV-Reformen und der Rente mit 67. Demonstranten forderten auf Plakaten und Transparenten Mindestlöhne und die Einführung der 30-Stunden-Woche bei vollem Lohnausgleich. Sie schwenkten die Fahnen linker Parteien und Gruppierungen sowie von Gewerkschaften wie der IG Metall und Verdi. Die Polizei lobte den friedlichen Verlauf der von der bundesweiten Koordinierungsgruppe der Bewegung organisierten Veranstaltung. Im Demonstrationsaufruf hieß es: „Wir wollen Arbeit, von der man leben kann. Wir lassen uns nicht in Arbeiter und Arbeitslose spalten. Wir wollen eine lebenswerte Zukunft.“
Sprecher der Koordinierungsgruppe der bundesweiten Montagsdemo-Bewegung war der ehemalige DDR-Bürgerrechtler und MLPD-Anhänger Fred Schirrmacher, Anmelder der Berliner Montagsdemo.